# Functioneel beheer
Functioneel beheer is het beheer van de informatievoorziening binnen een organisatie, gericht op het afstemmen van IT-middelen op de bedrijfsprocessen, met als doel de effectiviteit en efficiëntie van informatiesystemen te waarborgen. Het functioneel beheer richt zich op de vertaling van gebruikersbehoeften naar IT-oplossingen, zonder zich bezig te houden met technische IT-beheeractiviteiten.
Het doel van functioneel beheer is het optimaliseren van de inzet van informatiesystemen, waaronder het inventariseren van gebruikerswensen, het ondersteunen van gebruikers, en het bewaken van de werking en beschikbaarheid van systemen. Dit gebeurt in lijn met de strategische doelstellingen van de organisatie.
Functioneel beheer werkt nauw samen met informatiemanagement en IT-beheer. Informatiemanagement stelt de strategische koers en kaders vast, terwijl functioneel beheer deze vertaalt naar operationele praktijk, door knelpunten en verbeterbehoeften te signaleren en door te geven aan informatiemanagement. Daarnaast zorgt functioneel beheer voor de functionele afstemming van systemen op de gebruikersbehoeften, terwijl IT-beheer verantwoordelijk is voor de technische uitvoering, zoals infrastructuur, beveiliging en systeembeheer.
Samen vormen functioneel beheer en IT-beheer een onmisbare schakel in het effectief functioneren van de IT-omgeving binnen een organisatie.

## Geschiedenis en ontwikkeling
Functioneel beheer is ontstaan uit de behoefte om informatiesystemen beter af te stemmen op de wensen en eisen van de gebruikers binnen organisaties. Naarmate de rol van IT in de bedrijfsvoering groter werd, ontstond er een noodzaak voor een brugfunctie tussen technologie en bedrijfsprocessen.
In de vroege jaren van informatietechnologie waren IT-afdelingen voornamelijk gefocust op technische aspecten, zoals de ontwikkeling en het onderhoud van software en hardware. Gebruikers hadden specifieke behoeften, maar er was geen gestructureerde manier om deze wensen te vertalen naar technische oplossingen, wat leidde tot inefficiëntie. De groei van bedrijven en de toenemende afhankelijkheid van IT creëerden de behoefte aan een rol die de communicatie tussen eindgebruikers en IT-specialisten verbeterde. Dit leidde tot de opkomst van functioneel beheer als discipline binnen organisaties.

### Belangrijke ontwikkelingen

#### De opkomst van BiSL
Het BiSL-framework (Business Information Services Library), ontwikkeld in de vroege jaren 2000, bood organisaties een gestructureerde aanpak voor het beheren van informatiesystemen vanuit een businessperspectief. Dit framework professionaliseerde functioneel beheer door processen, verantwoordelijkheden en taken te definiëren.

#### Agile en DevOps
De verschuiving van traditionele watervalmethoden naar Agile werken en DevOps heeft de rol van functioneel beheer veranderd. Functioneel beheerders werken nu vaker in korte iteraties met IT-teams, waarbij gebruikers sneller betrokken zijn bij het ontwikkelproces en wijzigingen flexibeler en sneller worden doorgevoerd.

#### IT Service Management (ITSM) en ITIL
Het gebruik van frameworks zoals ITIL (Information Technology Infrastructure Library) heeft het beheer van IT-diensten geprofessionaliseerd. Incidentbeheer, probleembeheer en wijzigingsbeheer zijn geïntegreerd met functioneel beheer, wat de efficiëntie van het beheer van systemen verhoogt.

#### Cloud computing en SaaS-oplossingen
De opkomst van cloudtechnologie heeft functioneel beheer beïnvloed. Functioneel beheerders werken minder met traditionele software-implementaties en meer met het configureren en beheren van SaaS-oplossingen, waarbij de nadruk ligt op contractmanagement, leveranciersmanagement en informatiebeveiliging.

#### Selfservice en gebruikersautonomie
Selfserviceportals en no-code/low-code-platformen stellen eindgebruikers in staat om steeds meer zelf te regelen. Functioneel beheerders richten zich nu meer op strategische advisering en kwaliteitsborging, met een focus op gebruikersondersteuning op een hoger niveau.

#### Data en informatiegestuurd werken
Organisaties willen steeds vaker data gebruiken om beslissingen te nemen. Functioneel beheer speelt hierin een belangrijke rol door ervoor te zorgen dat informatie juist, volledig en beschikbaar is, en door het vertalen van informatiebehoeften naar IT-oplossingen.

#### Informatiebeveiliging en privacy (AVG/GDPR)
Door wetgeving zoals de Algemene Verordening Gegevensbescherming (AVG) is informatiebeveiliging een belangrijk onderdeel van functioneel beheer geworden. Beheerders houden zich bezig met privacyregels, autorisatiestrategieën en risicobeheer.

#### Veranderende rol: van uitvoerder naar regisseur
Functioneel beheer is van een uitvoerende helpdeskrol geëvolueerd naar een strategische regisseursrol tussen de business en IT. Deze verandering vereist sterkere communicatieve en analytische vaardigheden, en een grotere focus op stakeholdermanagement, verandermanagement en procesoptimalisatie.

### Trends en toekomstverwachtingen

#### Digitalisering en strategisch belang
De toenemende digitalisering en complexiteit van IT-landschappen maakt functioneel beheer essentieel binnen organisaties. Het zorgt ervoor dat informatiesystemen bijdragen aan de bedrijfsdoelstellingen en dat gebruikers effectief met deze systemen kunnen werken.

#### Meer focus op businesswaarde
Functioneel beheer verschuift van een technische naar een strategische rol, waarbij beheerders aantonen hoe hun werk bijdraagt aan de organisatiedoelen, zoals efficiëntie en klanttevredenheid.

#### Automatisering en AI
Technologieën zoals kunstmatige intelligentie (AI) en Robotic Process Automation (RPA) nemen repetitieve taken over, waardoor functioneel beheerders meer tijd krijgen voor strategische en analytische werkzaamheden.

#### Proactieve regie
Functioneel beheer neemt een proactieve regierol aan, waarbij het samenwerkt met leveranciers, datagedreven verbeteringen voorstelt en anticipeert op veranderingen.

#### Focus op datagedreven werken
Functioneel beheerders krijgen een sleutelrol in het ontsluiten en beheren van data, wat essentieel wordt voor strategische besluitvorming binnen organisaties.

#### Agile en DevOps integratie
De rol van functioneel beheer in Agile en DevOps teams groeit, waarbij het continu verbeteren van systemen en processen centraal staat.

#### Aandacht voor security en compliance
Strengere wetgeving en groeiende cyberdreigingen vergroten de nadruk op informatiebeveiliging. Functioneel beheerders zijn verantwoordelijk voor toegangsbeheer en het meedenken over securitybeleid en risicoanalyse.

#### Gebruikerservaring en adoptie
De gebruiksvriendelijkheid van technologie staat centraal, waarbij functioneel beheerders zich inzetten om adoptie te stimuleren, trainingen te verzorgen en gebruikersfeedback te verwerken in systeemverbeteringen.

## Taken en verantwoordelijkheden
Functioneel beheer is het vakgebied binnen de informatie- en communicatietechnologie (ICT) dat zich richt op het efficiënt en effectief inzetten van informatiesystemen binnen een organisatie. De belangrijkste taken binnen functioneel beheer zijn het ondersteunen van gebruikers, het beheren van systemen en het bewaken van de prestaties om de continuïteit, veiligheid en betrouwbaarheid van de systemen te waarborgen. Functioneel beheerders verzamelen wijzigingsverzoeken, analyseren de impact hiervan en bepalen samen met de organisatie welke wijzigingen noodzakelijk zijn. Daarnaast realiseren, testen en implementeren zij verbeteringen om de systemen voortdurend te optimaliseren en af te stemmen op de veranderende behoeften van de organisatie. Functioneel beheer zorgt daarmee voor het beheer, de regie en de continue verbetering van informatiesystemen, zodat deze effectief blijven bijdragen aan de doelstellingen van de organisatie.

### Functioneel applicatiebeheer
De term functioneel beheer moet niet worden verward met de term functioneel applicatiebeheer. Met de opkomst van functioneel beheer kan een onderscheid gemaakt worden tussen opdrachtgever en opdrachtnemer. Het applicatiebeheer is een technische aangelegenheid en wordt gezien als een verantwoordelijkheid van de (interne of externe) ICT-leverancier. Met het maken van onderscheid tussen vraag- en aanbodzijde van de informatievoorziening is er een scheiding mogelijk voor de functie van functioneel applicatiebeheerder. Echter in de praktijk is er nog altijd vraag naar de gecombineerde rol van functioneel en applicatie beheerder.

## Methoden en raamwerken

### Beheermodel van Looijen
Het Beheermodel van Looijen, ontwikkeld door Prof. dr. ir. Maarten Looijen, onderscheidt drie deelgebieden van IT-beheer: functioneel beheer, technisch beheer en applicatiebeheer. Deze deelgebieden hebben verschillende verantwoordelijkheden, kennis en hulpmiddelen. Looijen plaatst functioneel beheer als een functie van de business, niet van de IT-afdeling, en slaat hiermee een brug tussen de IT- en businesskant van organisaties. Het model heeft invloed gehad op frameworks zoals ITIL, ASL, BiSL en diverse volwassenheidsmodellen, en wordt gebruikt om business-IT alignment te versterken en het beheer van informatiesystemen te optimaliseren.

### 9-vlaksmodel
Het 9-vlaksmodel is een model voor business-IT alignment, ontwikkeld door Rik Maes. Het model biedt een ordeningsschema waarin vraagstukken van informatiemanagement kunnen worden gepositioneerd. Het onderscheidt negen vlakken die de verschillende niveaus van interactie tussen business en IT weergeven. Maes stelt dat het model niet meer is dan een middel om na te denken over de “samenhang der dingen” en hoopt dat het nieuwe perspectieven opent, vooral op onderbelichte aspecten zoals het integrale inrichtingsvraagstuk en de rol van informatie en communicatie. Het model wordt gebruikt om de afstemming tussen business en IT te verbeteren en heeft invloed gehad op de ontwikkeling van andere frameworks binnen IT-beheer.

### BiSL
BiSL (Business Information Services Library) is een publieke standaard die beschrijft hoe een gebruikersorganisatie de informatievoorziening effectief kan beheren. Het richt zich op het vertalen van bedrijfsbehoeften naar ICT- en niet-ICT-oplossingen, het sturen van de informatievoorziening en ICT-dienstverlening vanuit gebruiksoptiek, en het vormgeven van de informatievoorziening op lange termijn. BiSL is toepasbaar voor alle organisaties.

### BiSL Next
BiSL Next, in 2023 omgedoopt tot Digital Information Design (DID®), is een framework voor business information management, dat gericht is op het effectief beheren van de informatievoorziening binnen organisaties. Het biedt een gestructureerde aanpak voor het afstemmen van de IT-diensten op de wensen en eisen van de business. BiSL Next is de opvolger van het oorspronkelijke BiSL (Business Information Services Library) en is de strategische benadering die zich richt zich op het verbeteren van de samenwerking tussen business en IT, het sturen op waarde en het beheren van de informatiestromen. Het framework behandelt onder andere de processen van informatiemanagement, het vertalen van businessbehoeften naar IT-oplossingen en het zorgen voor een constante afstemming tussen business en IT.

### FSM-methode
De FSM-methode (Functional Service Management) is een methodische aanpak voor de organisatie en besturing van functioneel beheer, vergelijkbaar met de ISM-methode. FSM maakt onderscheid tussen zes processen: afspreken (Agreement management), wijzigen (Specification management), herstellen (Error management), leveren (Support management), informeren (Information model management) en voorkomen (Risk management). Deze processen helpen organisaties bij het organiseren van hun functioneelbeheertaken. De FSM-methode biedt richtlijnen voor het inrichten van de organisatorische aspecten en bijbehorende tooling. De practices van BiSL kunnen als illustratie dienen bij de toepassing van de FSM-methode.

### 3*3 model van functioneel beheer
Het 3*3 model van functioneel beheer, ontwikkeld door Daniël E. Brouwer, onderscheidt drie thema’s of verantwoordelijkheidsgebieden dat gezien kan worden als een leidraad, een kompas dat helpt om functioneel beheer in te richten op de unieke en specifieke situatie van het functioneel beheer binnen de eigen organisatie.

### Agile
Functioneel beheerders zijn verantwoordelijk voor het vertalen van gebruikerswensen naar IT-oplossingen. In een Agile werkomgeving is de rol van functioneel beheer dynamisch en intensief. Functioneel beheerders werken samen met de ontwikkelteams, zorgen voor heldere communicatie met de gebruikers en dragen bij aan het vormgeven van prioriteiten. Dit alles binnen korte iteraties, waardoor het mogelijk wordt snel en continu waarde te leveren aan de organisatie.

### DevOps
De relatie tussen DevOps en functioneel beheer komt tot uiting in de samenwerking tussen IT en de business. Functioneel beheer is verantwoordelijk voor het vertalen van de wensen en eisen van de gebruikers naar IT-oplossingen. In een DevOps-omgeving werkt functioneel beheer nauw samen met zowel ontwikkelaars als operationele teams om ervoor te zorgen dat de software die wordt ontwikkeld, voldoet aan de behoeften van de business en snel kan worden doorgevoerd. DevOps maakt korte ontwikkelcycli mogelijk, wat de wendbaarheid van functioneel beheer vergroot, doordat veranderingen sneller kunnen worden doorgevoerd en direct kunnen worden getest en aangepast. Dit versterkt de samenwerking tussen de business en IT, en draagt bij aan het sneller leveren van waardevolle, functionele oplossingen.

## Functioneel beheer volgens Brouwer & Buurman
De functioneel beheerder is dé adviseur op operationeel niveau als het gaat om de informatievoorziening binnen een organisatie. De persoon heeft de kennis, kunde en ervaring die nodig is om een bepaalde verandering in die informatievoorziening teweeg te brengen. In feite zorgt de functioneel beheerder ervoor dat er sprake is van een betrouwbare, wendbare, schaalbare en innovatieve informatievoorziening.
Het takenpakket van een functioneel beheerder is heel divers. In grote lijnen onderscheiden Brouwer en Buurman drie aandachtsgebieden met elk drie activiteiten en noemen dit het 3x3 model. Dit model is gebaseerd op eigen ervaringen en observaties in de praktijk.
In het model worden drie verantwoordelijkheidsgebieden onderscheiden: 
- Gebruiken, Beheren en Bewaken
- Verzamelen, Vertalen en Bepalen
- Realiseren, Accepteren en Implementeren

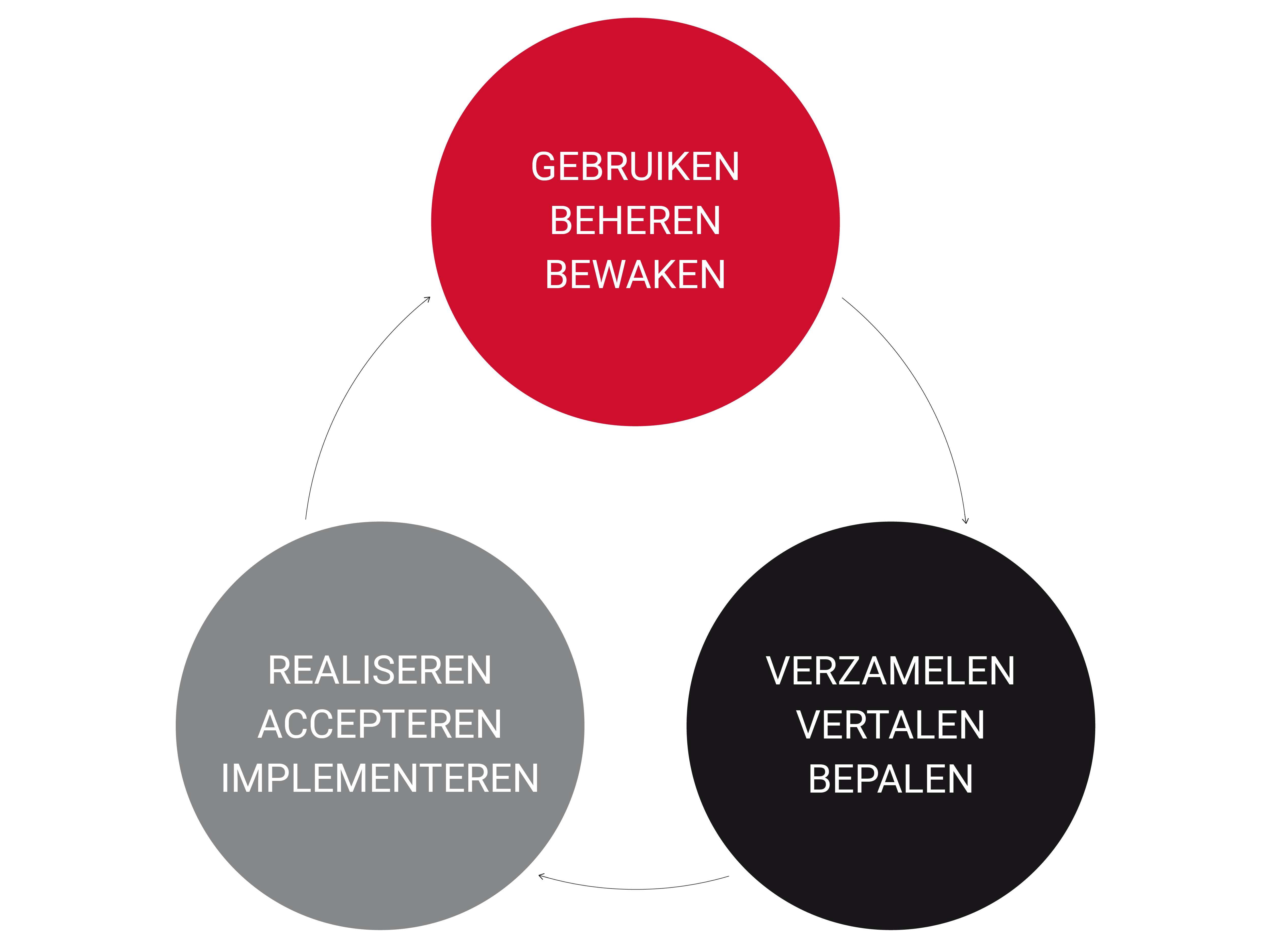
3x3 model van Brouwer